# Bolbitis serrata
Bolbitis serrata är en träjonväxtart som först beskrevs av Oskar Kuhn, och fick sitt nu gällande namn av Ren-Chang Ching. Bolbitis serrata ingår i släktet Bolbitis och familjen Dryopteridaceae. Inga underarter finns listade.